# Île de La Rúa
L'île de La Rúa est une île de l'océan Atlantique, située presque au centre de la Ria de Arosa, en Galice. Elle est distante d'environ 4 km au sud-est du port de Rebeira.
Elle est l'une des îles les plus isolées de la Ria de Arousa. Elle est tout à fait rocheuse, composée de grands blocs de granit et difficile à approcher. Elle fait partie d'un petit archipel, avec l'île Guidoiro Areosa et l'île Guidoiro Pedregoso.

## Le phare
Le phare est très important pour le marquage de l'estuaire, et il est jumeau avec celui de l'île de Ons, construit par le même architecte Rafael de la Cerda en 1864. En dépit son inhospitalité, elle fut habitée par les gardiens du phare jusqu'à l'automatisation de celui-ci.

## Aire protégée
Le complexe intermareal Umia-O Grove, A Lanzada, Punta Carreirón et la lagune de Bodeira est une aire protégée terrestre et marine déclarée zone de protection des oiseaux et zone humide protégée du Réseau Natura 2000. Il est situé dans l'estuaire d'Arousa et s'étend sur les communes de Cambados, O Grove, Sanxenxo, Meaño, Ribadumia et l'île d'Arousa, avec une superficie totale de 2 813 hectares.